# Marina Karpounina
Marina Karpounina, née le 21 mars 1984 à Moscou, est une joueuse de basket-ball russe, évoluant au poste d'ailière.

## Clubs successifs
- 2004-2005 : ŽBK Dynamo Moscou
- Spartak Moscou

### WNBA
- Seattle Storm
- Phoenix Mercury

## Palmarès

### Club
- Championne WNBA en 2004
- Vainqueur de l'Euroligue 2007, 2008, 2009

### Sélection nationale
- Jeux olympiques d'été
  -  Médaille de bronze aux Jeux olympiques de 2008 à Pékin,  Chine
- Championnat d'Europe
  -  Médaille d'or au Championnat d'Europe 2007 en Italie
  -  Médaille d'argent au Championnat d'Europe 2009 en Lettonie
  -  Médaille d'argent du championnat d'Europe 2005 en Turquie
- Compétitions de jeunes
  - championne d'Europe des moins de 20 ans 2004